# Марк Клавдий Марцелл Эзернин (претор)
Марк Кла́вдий Марце́лл Эзерни́н (лат. Marcus Claudius Marcellus Aeserninus; около 12 года до н. э. — после 23 года) — римский государственный деятель, претор по делам иноземцев в 19 году.
Марк Клавдий Марцелл Эзернин — сын Марка Клавдия Марцелла Эзернина и Азинии, внук Гая Азиния Поллиона.
С детства обучался у деда ораторскому искусству и обладал выдающимся талантом. В 20 году отказался защищать Гнея Кальпурния Пизона, прокуратора Сирии, обвинённого Агриппиной в умалении величия и убийстве Германика.
Получил в наследство крупное состояние.
Возможно, участвовал в Троянских играх (около 2 года до н. э. — 2 года н. э.), упал с лошади и сломал ногу.
В 19 году — претор по делам иноземцев, около 20—23 годов — куратор берегов и русла Тибра.